# União Esportiva Rochdale
A União Esportiva Rochdale é um clube brasileiro de futebol da cidade de Osasco.
A equipe foi fundada em 1 de dezembro de 1954 e disputou duas edições do campeonato paulista da terceira divisão (atual A3), em 1981 e 1982.
Atualmente o clube participa apenas de competições de futebol amadoras.

## Participações em estaduais
- Terceira Divisão (atual A3) = 2 (duas)

- 1981 - 1982